# Nuoto pinnato ai Giochi mondiali 2022 - 100 m superficie femminile
La gara dei 100 m superficie femminile di nuoto pinnato ai Giochi mondiali 2022 si è svolta il 9 luglio 2022 a Birmingham. Il programma non prevedeva turni preliminari ma solamente la finale.

## Risultati
| Pos | Atleta                       | Nazione       | Tempo |
| --- | ---------------------------- | ------------- | ----- |
|     | Chengjing Shu                | Cina          | 39.32 |
|     | Yichuan Xu                   | Cina          | 40.05 |
|     | Grace Fernandez Castillo     | Colombia      | 40.52 |
| 4   | Paula Alejandra Aguirre Joya | Colombia      | 40.55 |
| 5   | Ye Jin Moon                  | Corea del Sud | 40.67 |
| 6   | Viktoriia Uvarova            | Ucraina       | 40.74 |
| 7   | Sara Suba                    | Ungheria      | 40.78 |
| 8   | Dora Bassi                   | Croazia       | 40.87 |